# Gefleckter Schierling
Der Gefleckte Schierling (Conium maculatum) ist eine Pflanzenart aus der Gattung Schierlinge (Conium) innerhalb der Familie der Doldenblütler (Apiaceae). Er gehört mit dem Wasserschierling (Cicuta virosa) und der Hundspetersilie (Aethusa cynapium) zu den giftigsten Arten der Doldengewächse. Mit einem Schierlingsbecher (Trank aus seinen Früchten oder Wurzeln) wurden im Altertum Verurteilte hingerichtet, so zum Beispiel der griechische Philosoph Sokrates.

## Beschreibung

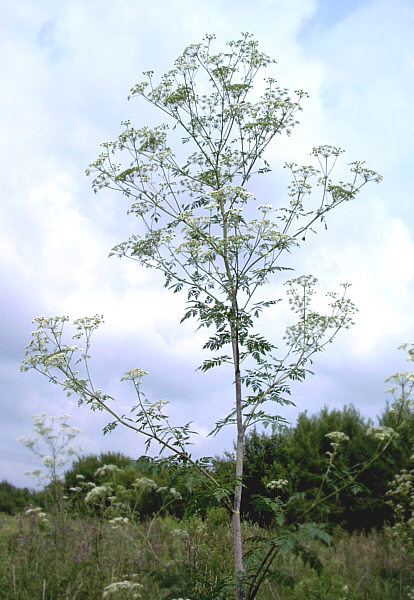
Über 2 Meter hohes Exemplar

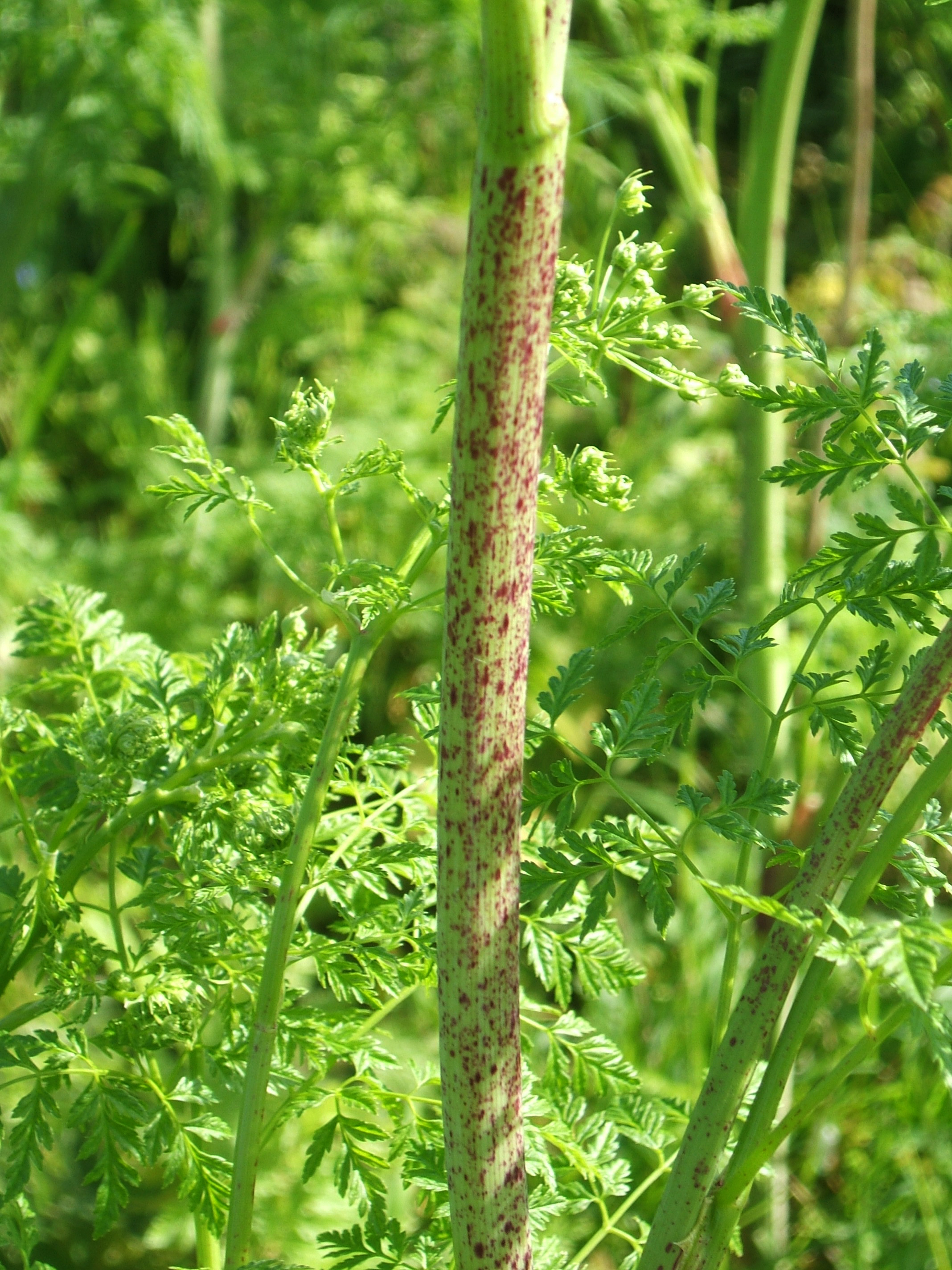
Rot gefleckter Stängel

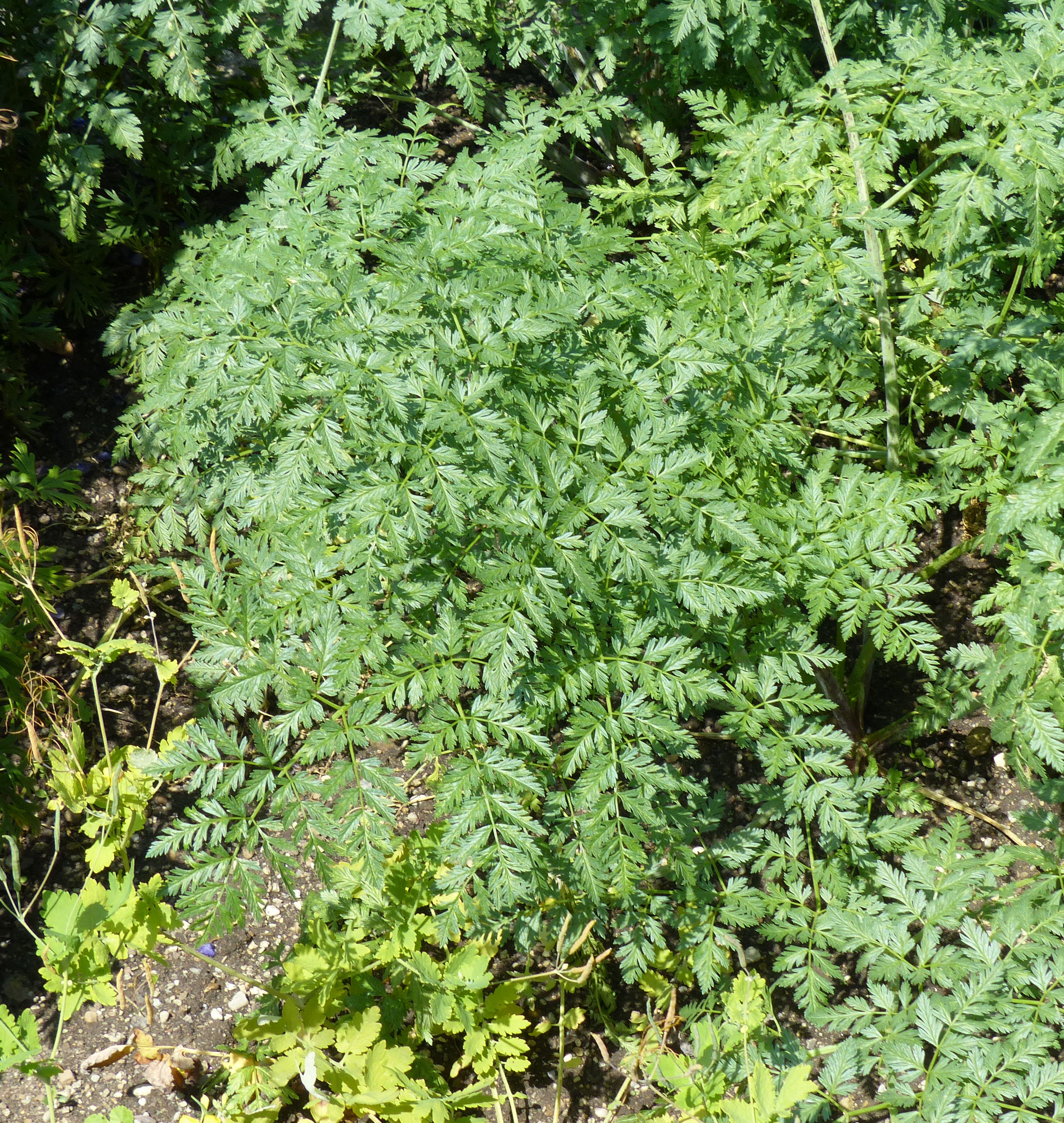
Laubblatt

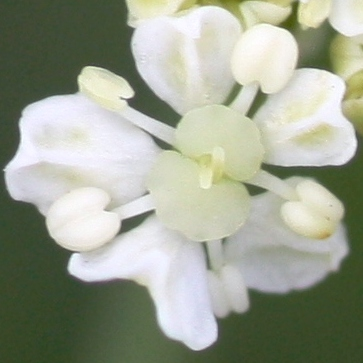
Blüte

### Vegetative Merkmale
Der Gefleckte Schierling wächst als zweijährige krautige Pflanze und erreicht Wuchshöhen von 50 Zentimetern bis zu 2,5 Metern. Die weißliche Wurzel ist spindelförmig. Ein gutes Erkennungsmerkmal ist ein intensiver Geruch nach Mäuse-Urin. Ihre runden, hohlen Stängel sind kahl, schwach längs gerippt und – ähnlich wie reife Pflaumen – von einem bläulichen abwischbaren Reif überhaucht und im unteren Teil rot gefleckt.
Die wechselständig am Stängel angeordneten völlig kahlen Laubblätter sind in Blattstiel, -scheide und -spreite gegliedert. Die Blattspreiten sind im Umriss breit dreieckig und zwei- bis vierfach gefiedert oder fiedrig eingeschnitten, die Blattzipfel letzter Ordnung sind eiförmig und haben weiße knorpelige Stachelspitzchen. Damit ähneln die Blätter denen des ungiftigen Wiesen-Kerbels. Während letzterer – wie auch die allermeisten anderen Doldenblütler – eine deutliche breite Rinne auf der Oberseite des Blattstiels besitzt und der Blattstiel markerfüllt ist, hat der Gefleckte Schierling einen stielrunden Blattstiel mit einer sehr weiten Höhlung.

### Generative Merkmale
Die Blütezeit reicht von Juni bis September. Der doppeldoldige Blütenstand weist 8 bis zu 20 etwas behaarte Doldenstrahlen mit fünf oder sechs hautrandigen Hüllblättern auf. An der Basis der Döldchen sind mehrere Hüllblättchen vorhanden. Die Blüte ist zwittrig. Die weißen Kronblätter sind verkehrt-herzförmig und schwach ausgerandet mit einem sehr kleinen, spitzen eingeschlagenen Läppchen. Der Griffel ist etwa 1 Millimeter lang.
Die Doppelachäne ist bei einer Länge von 2,5 bis 3,5 Millimetern eiförmig und grau-grün bis bräunlich-grau. Es ist ein zweiteiliges Griffelpolster (Stylopodium) vorhanden. Die Teilfrucht ist im Querschnitt rundlich-fünfeckig mit wellig-gekerbten Hauptrippen.
Die Chromosomenzahl beträgt 2n = 22.

## Vorkommen
Das Verbreitungsgebiet des Gefleckten Schierlings umfasst ursprünglich Europa, West- und Zentralasien, Westsibirien, den Kaukasusraum, Indien, Pakistan, Marokko, Algerien, Tunesien und Äthiopien. In Europa kommt er in fast allen Ländern vor. Nur in Island fehlt er und in Norwegen tritt er nur vorübergehend auf.
Auf den Kanarischen Inseln ist seine Ursprünglichkeit zweifelhaft. In Nord-, Mittel- und Südamerika, Australien, Neuseeland, Mikronesien, Südafrika, Mosambik, Simbabwe und in Xinjiang ist Conium maculatum ein Neophyt.
Der Gefleckte Schierling findet sich auf typischen Ruderalflächen wie Schuttplätzen oder Brachen, an Ackerrainen, an Straßenrändern, manchmal auch auf Rübenäckern. Er bevorzugt tiefgründigere nährstoffreiche Lehmböden und gilt als Stickstoffanzeiger. Der Gefleckte Schierling ist pflanzensoziologisch eine Kennart der Taubnessel-Schierlingsflur (Lamio albi-Conietum) aus dem Verband Arction. Er steigt in Graubünden bei Stierva bis in eine Höhenlage von 1430 Meter und im Kanton Wallis bis 1530 Meter auf.
Wegen zahlreicher Todesfälle beim Nutzvieh durch Schierling im Grünfutter wurden Conium-Vorkommen im Grasland durch Landwirte vielerorts gezielt eliminiert.
Die ökologischen Zeigerwerte nach Landolt et al. 2010 sind in der Schweiz: Feuchtezahl F = 3+w (feucht aber mäßig wechselnd), Lichtzahl L = 4 (hell), Reaktionszahl R = 4 (neutral bis basisch), Temperaturzahl T = 4+ (warm-kollin), Nährstoffzahl N = 5 (sehr nährstoffreich oder überdüngt), Kontinentalitätszahl K = 4 (subkontinental).

## Taxonomie
Die Erstveröffentlichung von Conium maculatum erfolgte 1753 durch Carl von Linné in Species Plantarum, Tomus I, Seite 243.

## Giftigkeit
Der Schierling gehört zu den giftigsten „einheimischen“ Pflanzenarten. Sein in allen Teilen vorhandener Wirkstoff ist das Pseudoalkaloid Coniin, das für den Erwachsenen in einer Dosis von 0,5 bis 1 g tödlich ist. Der Gefleckte Schierling enthält zwischen 1,5 und 2,0 % des Alkaloids. Der Stoff wird aus verletzten Pflanzenteilen auch über die unverletzte Haut aufgenommen und verursacht Rötung und schließlich Blasenbildung.
Es kommen weitere Alkaloide (hier speziell Conium-Alkaloide) wie Conhydrin, Pseudoconhydrin, Conicein und Methylconiin im Gefleckten Schierling vor. Besonders stark sind die Gifte in den unreifen Früchten konzentriert. Es wirkt vor allem auf das Nervensystem. Die Vergiftung äußert sich durch Brennen in Mund und Rachen, Brechreiz, Sehstörung, Verlust des Sprech- und Schluckvermögens und Muskelkrämpfe, bis schließlich durch Atemlähmung bei völlig erhaltenem Bewusstsein der Tod eintritt. Vergiftungen können vor allem durch die Verwechslung mit ähnlich aussehenden Doldengewächsen, etwa dem sehr ähnlichen Wiesen-Kerbel oder der Petersilie, auftreten. Der starke Mäuse-Urin-Geruch, die runden und hohlen Laubblattstiele und die rötlichen Flecken der zudem bereiften Stängel und Blattstiele sind klare Unterscheidungsmerkmale.
Vergiftungen sind bei Weidetieren und auch bei Schweinen bekannt, wobei die Tiere diese Pflanzenart auf der Wiese eher meiden. Im Grünfutter besteht jedoch Gefahr. Das Gift wird beim Trocknen nur sehr langsam und nicht vollständig abgebaut.

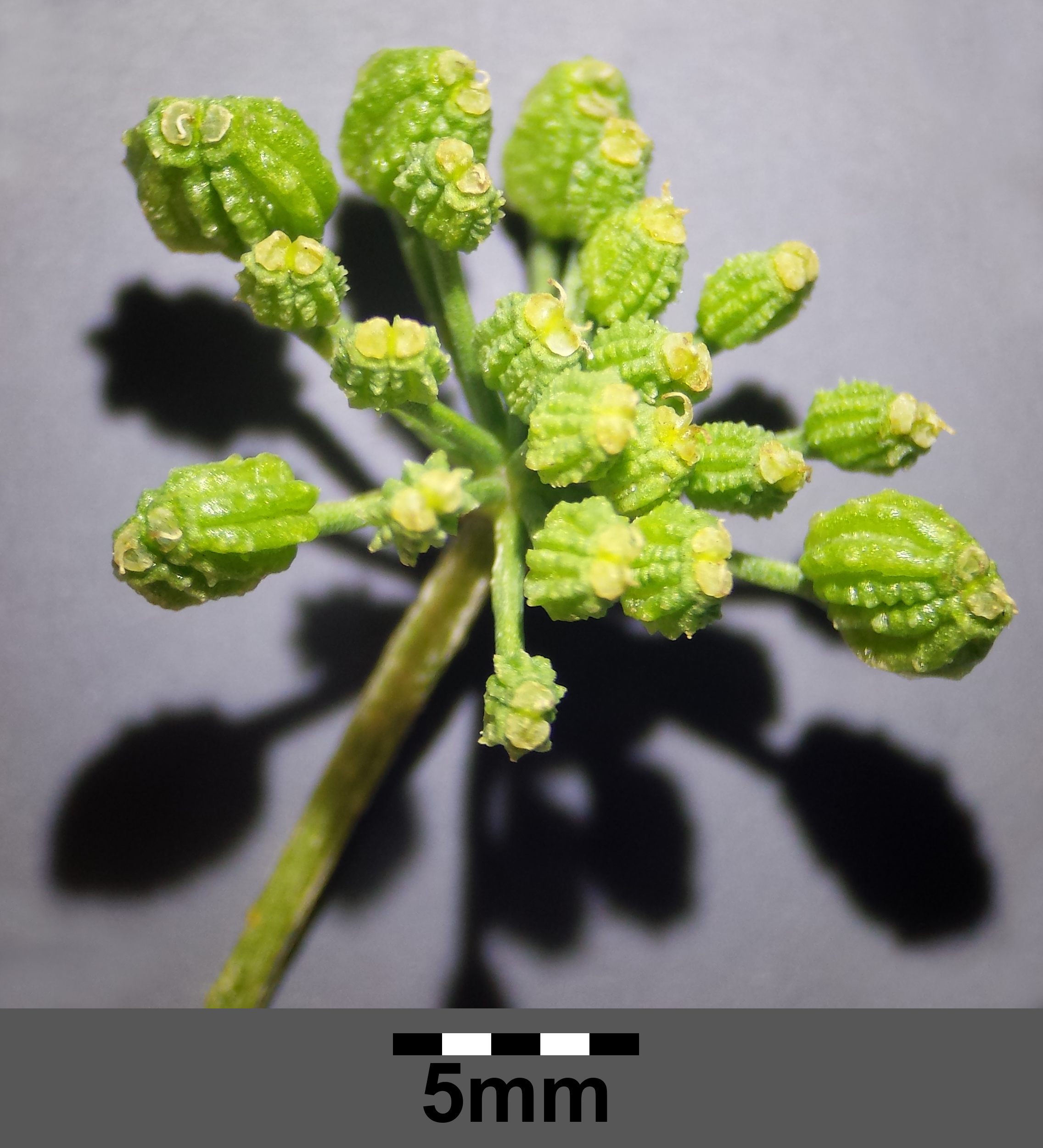
Fruchtstand: die Rippen der Teilfrüchte sind deutlich buchtig gekerbt
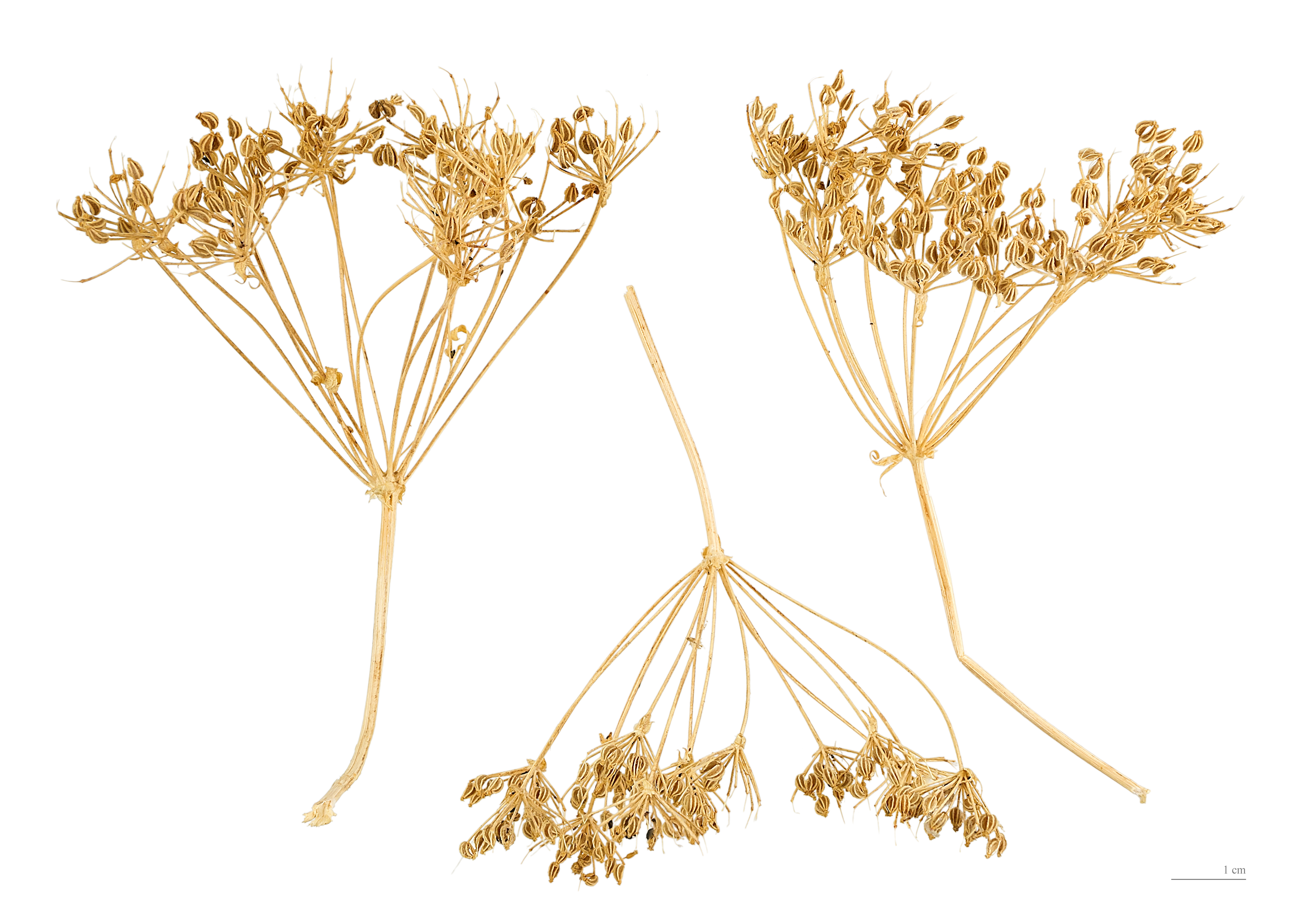
Fruchtstände mit Doppelachänen
Strukturformel von Coniin

## Trivialnamen
Für den Gefleckten Schierling bestehen bzw. bestanden auch die weiteren deutschsprachigen Trivialnamen: Bangenkraut, Bitscherling, Blutpeterlein, Blutschierling (Pommern), Butzerling, Düllkrut (Ostfriesland), Echter Schierling, Erdschierling, Gartenschierling, Hundspetersilie, Kalberkern, Krottenpeterling, Mäuseschierling (Schlesien), Mauerschierling (Bern), Pipkraut, Scharmpiepen, Scharnpiepen (Bremen), Scharpenpiepen (Elsfleth), Scherline, Scherling (Pommern), Schierling (Siebenbürgen), Schirbingk, Schirling, Schirsing, Teufelspeterling (Schweiz), Tollkörfel, Tollkraut, Wogeltod, Wüterich, Wütscherling, Wuitschirling, Wutscherling, Wutzerling, Ziegendill (Schlesien) und Ziegenkraut (Schweiz).

## Geschichte
Die von Pedanios Dioskurides (De materia medica) und von Plinius dem Älteren (Naturalis historia) angegebenen Heilmittel-Indikationen stimmen weitgehend überein. Es wird daher angenommen, dass beide aus den gleichen Quellen schöpften. Die von ihnen koneion oder cicuta genannte Pflanze wird rückblickend nicht als Wasserschierling (botanischer Gattungsname: Cicuta), sondern als Schierlings-Art, meist als Gefleckter Schierling (Conium maculatum) gedeutet.
| Indikationen für das „koneion“ bei Pedanios Dioskurides                                                                    | Indikationen für die „cicuta“ bei Plinius dem Älteren |
| --- | --- |
| Schierling tötet durch Erkältung                                                                                           | Die Samen und die Blätter haben erkältende Kraft |
| Gegenmittel bei Schierlingsvergiftung ist ungemischter Wein                                                                | Im Anfangsstadium einer Schierlingsvergiftung dient Wein als Gegenmittel, aber nur wenn der Schierling nicht in Wein eingenommen wurde                                      |
| Der ausgepresste Saft aus den grünen Dolden dient als Heilmittel                                                           | Man presst den Saft aus Blättern und Blüten |
| Der Saft mit Wein vermischt dient als Auflage bei schmerzhafter Augenentzündung                                            | Der Saft dient zur Stillung der Augenschmerzen |
| In Salben äußerlich ist der Saft gegen Erysipel und kriechende Geschwüre zu verwenden                                      | |
| Der Saft von Kraut und Dolde heilt als Auflage bei Pollution. Lässt die Hoden der Knaben verkümmern                        | Der Saft unterdrückt zur Zeit der Mannbarkeit den Geschlechtstrieb |
| Der Saft von Kraut und Dolde als Umschlag vertreibt die Milch und verhindert, dass die jungfräulichen Brüste größer werden | Der Saft unterdrückt äußerlich aufgelegt den Wöchnerinnen die Milch. Wenn man die Brüste während der Jungfräulichkeit mit dem Saft einstreicht, so bleiben sie immer straff |

Unter den Namen sucara (Avicenna) – cicuta (Pseudo-Macer) – wutscherling (Deutscher Macer) – scherling (Hildegard von Bingen) – wontzerling (Gart der Gesundheit) – wüeterich (Hieronymus Brunschwig) – schirling (Hieronymus Bock) wurde Schierling im Mittelalter und in der frühen Neuzeit geführt und lediglich die äußerliche Anwendung der Pflanze bzw. ihrer Teile wurde empfohlen. Erst im 17. Jahrhundert wurden die Arten Cicuta virosa (Wasserschierling) und Conium maculatum (Gefleckter Schierling) unterschieden.
Im 18. Jahrhundert propagierte der Wiener Arzt Anton von Störck den Schierling als „resolvierendes oder zerteilendes und alterierendes“ Mittel zur Behandlung vergrößerter Lymphknoten, zur Behandlung von fauligen Geschwüren und zur Behandlung von „Krebs“. Arzneizubereitungen aus Schierling wurden auch als krampflösende Mittel bei Tetanus und Keuchhusten eingesetzt. Im 19. Jahrhundert führten amtliche Arzneibücher Schierling als Kraut (Herba), als Pflaster und Salbe sowie als Extrakt.
Bereits 1539 berichtete Hieronymus Bock, er habe „eyn ehrlich weib“ gesehen, die versehentlich Schierlingswurzeln zusammen mit „Pestnachen“ kochte. Sobald sie von dieser Speise gegessen hatte, „fing sie [an] dol vnnd druncken zů werden, begert über sich zů steigen vnd zů fliegen etc. der wardt mit eynem drunck essigs geholffen, dz sie frydig vnd still wart.“
Die Homöopathische Schule kannte Schierlingszubereitungen bei langdauernder Drüsenverhärtung, Prostata- und Brustkrebs nach Stoßtrauma, Schwindel und Sehstörung nach schwerer Verlusterfahrung, auch mit Zwängen und Verwirrtheitszuständen. Die Rademachersche Schule bezeichnet Schierling als „äußerliches Milzmittel“.

### Historische Abbildungen

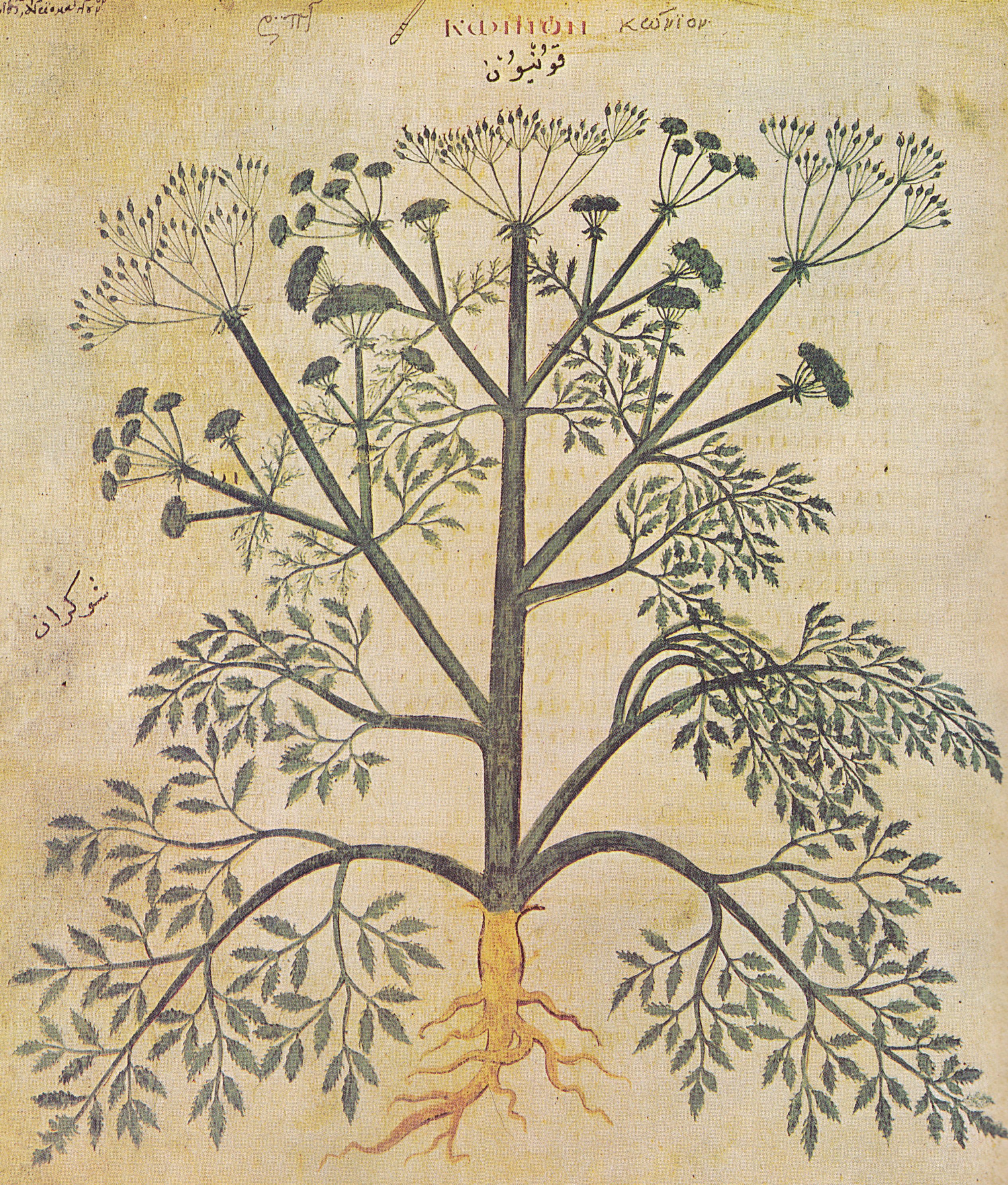
Wiener Dioskurides 6. Jahrhundert
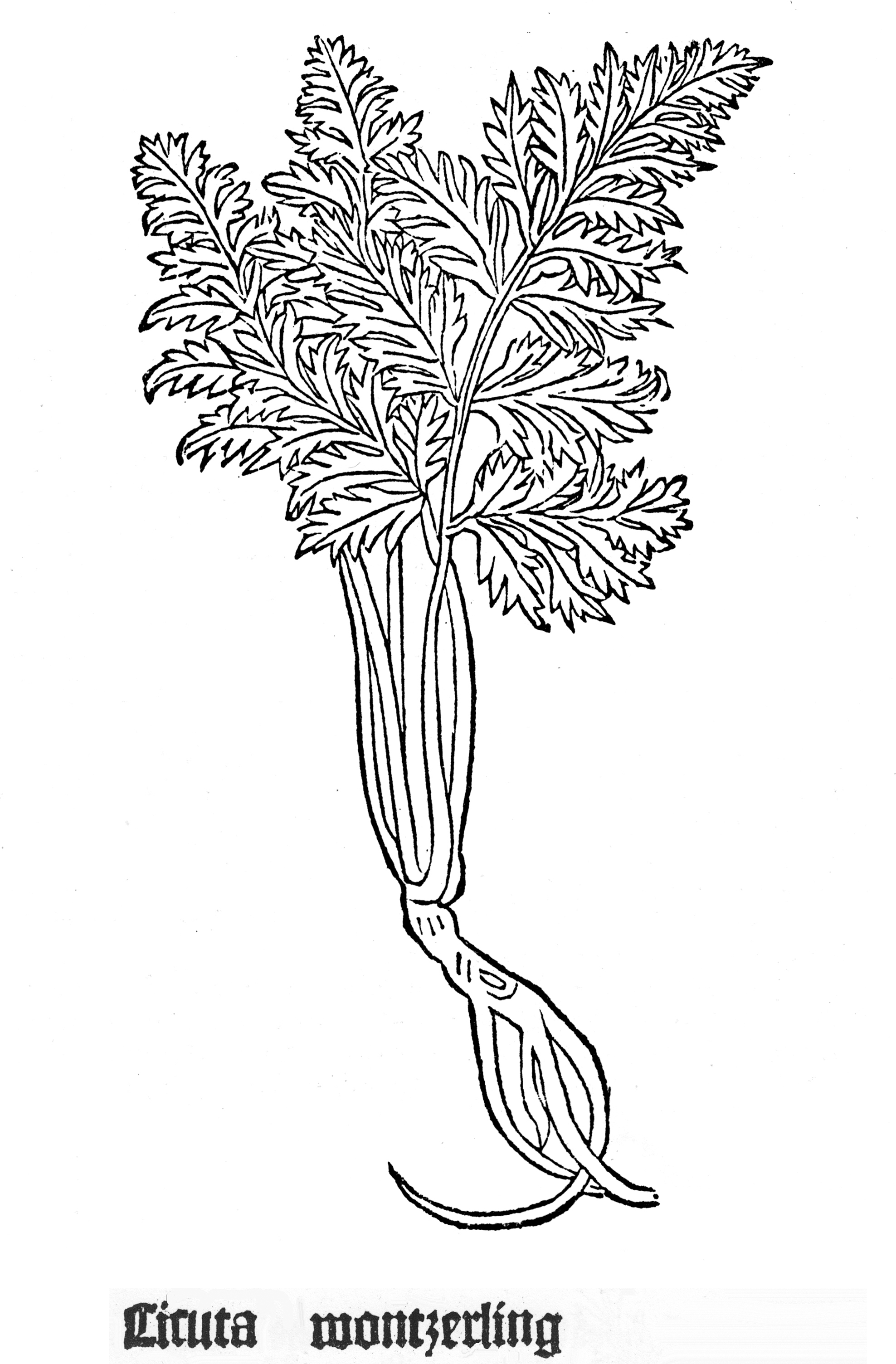
Gart der Gesundheit 1485
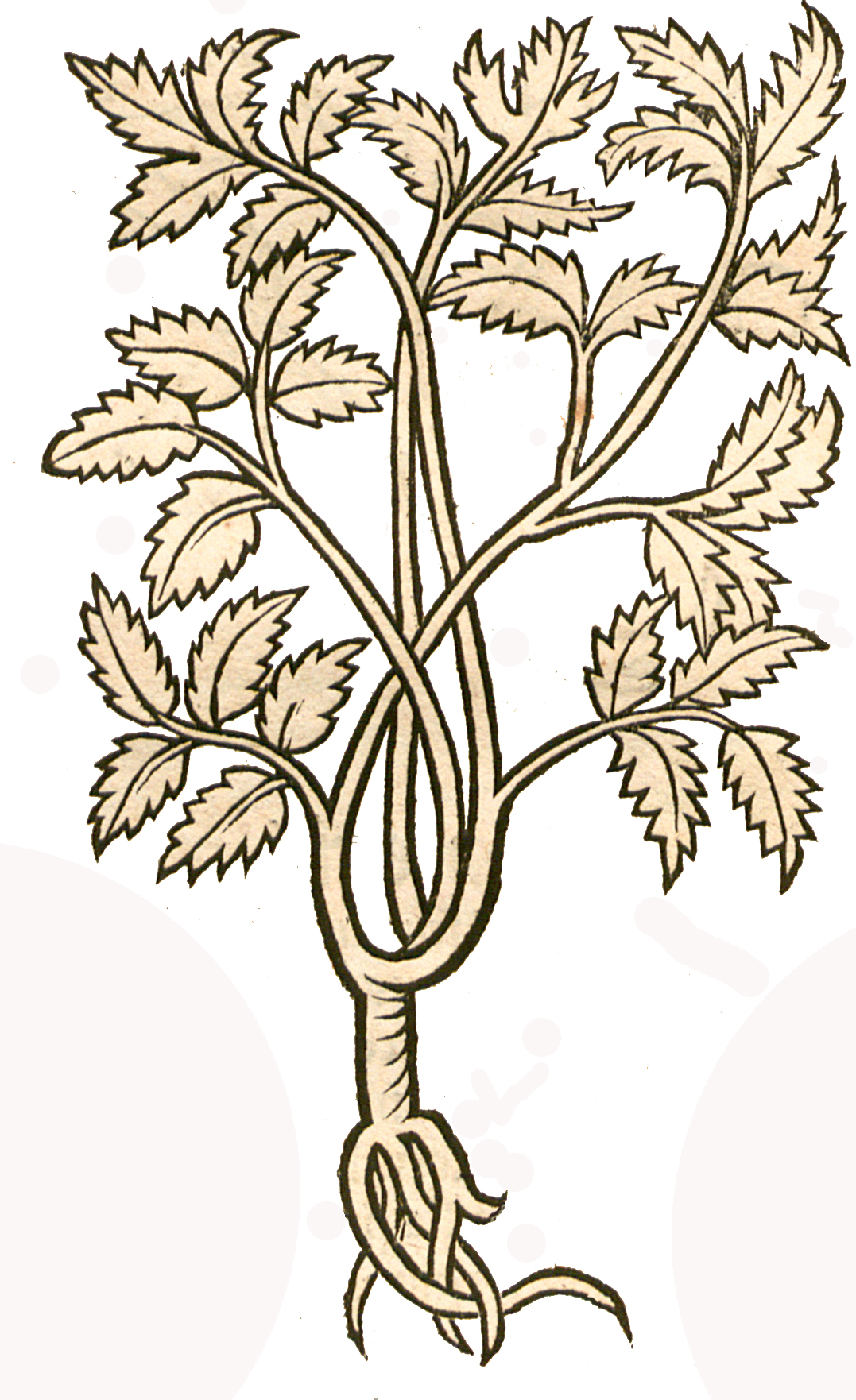
Hortus sanitatis 1491
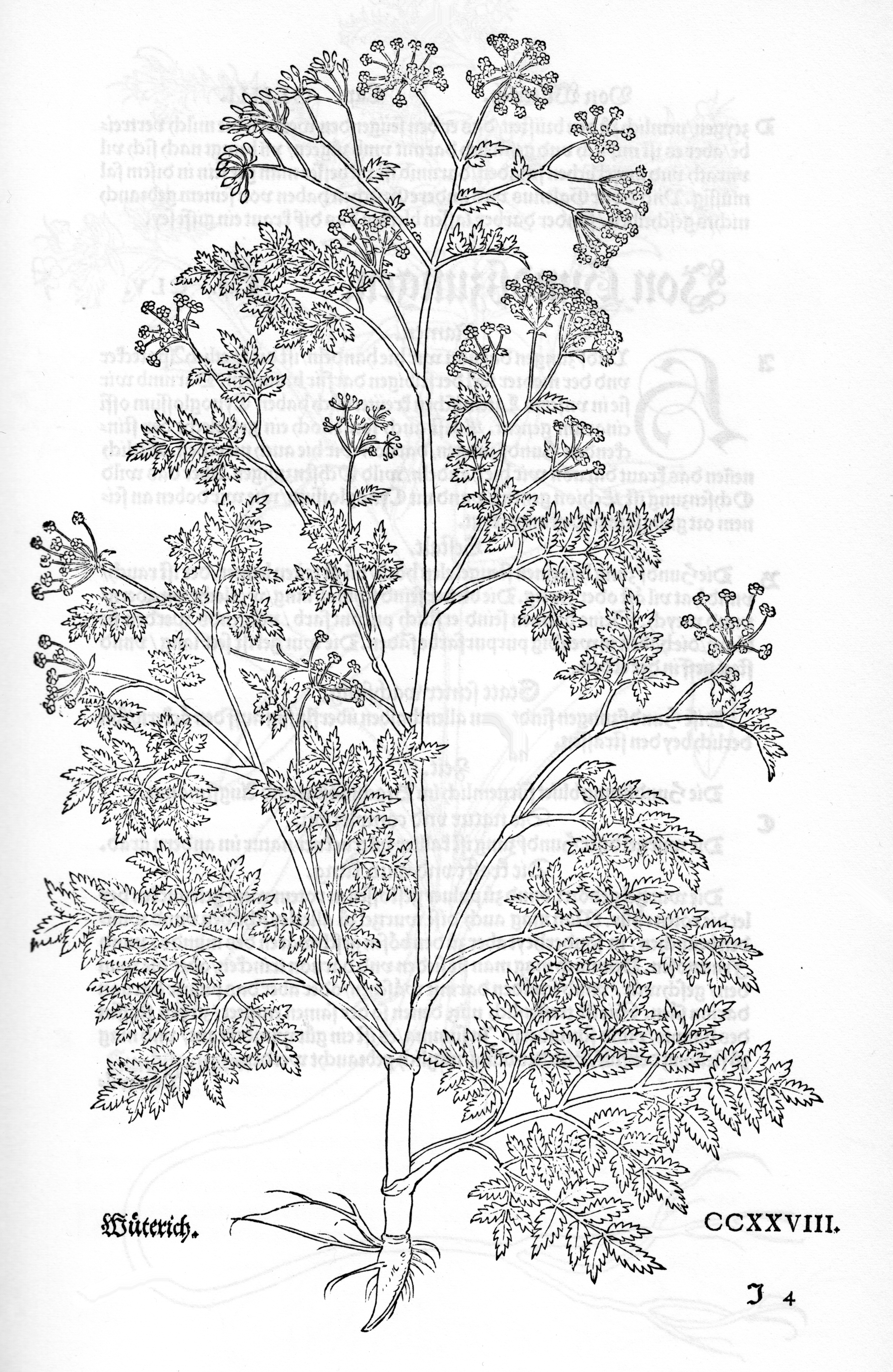
Leonhart Fuchs 1543
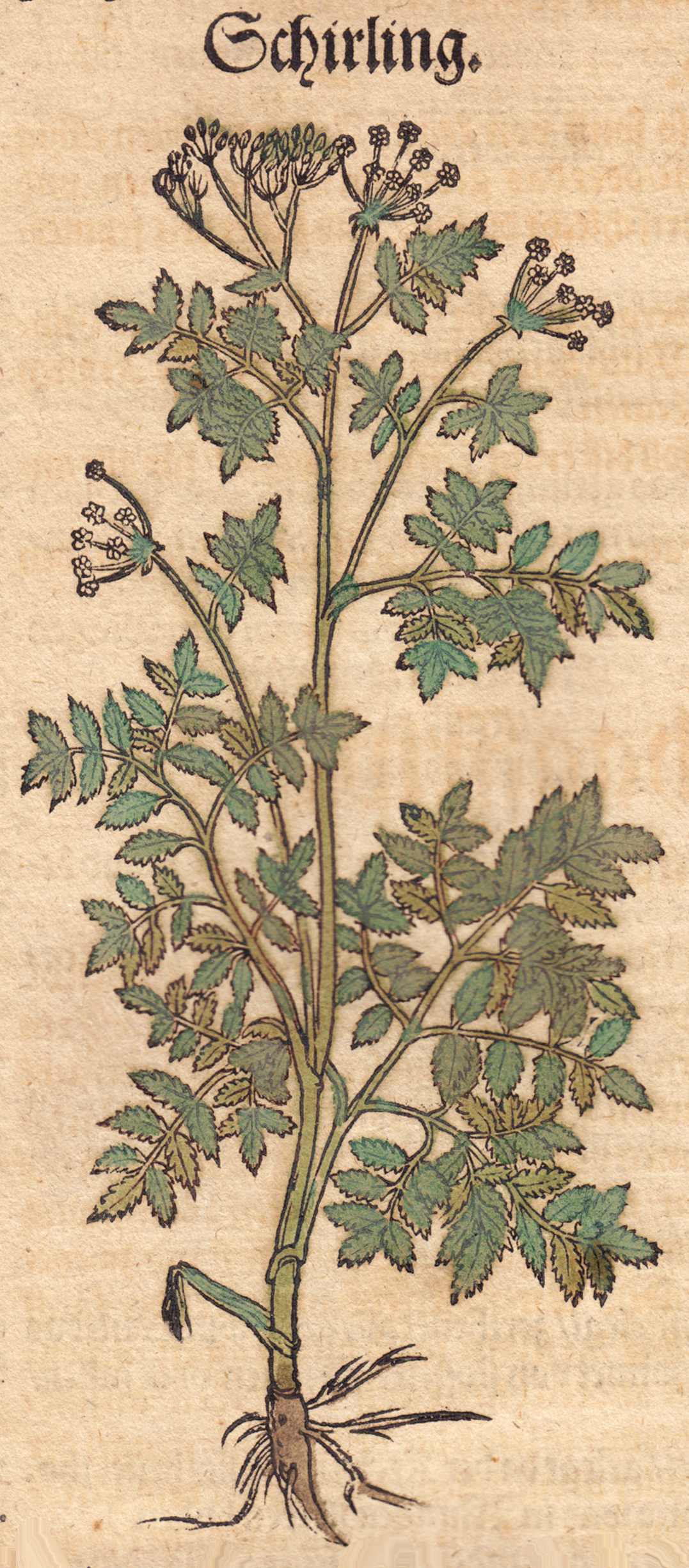
Hieronymus Bock 1546
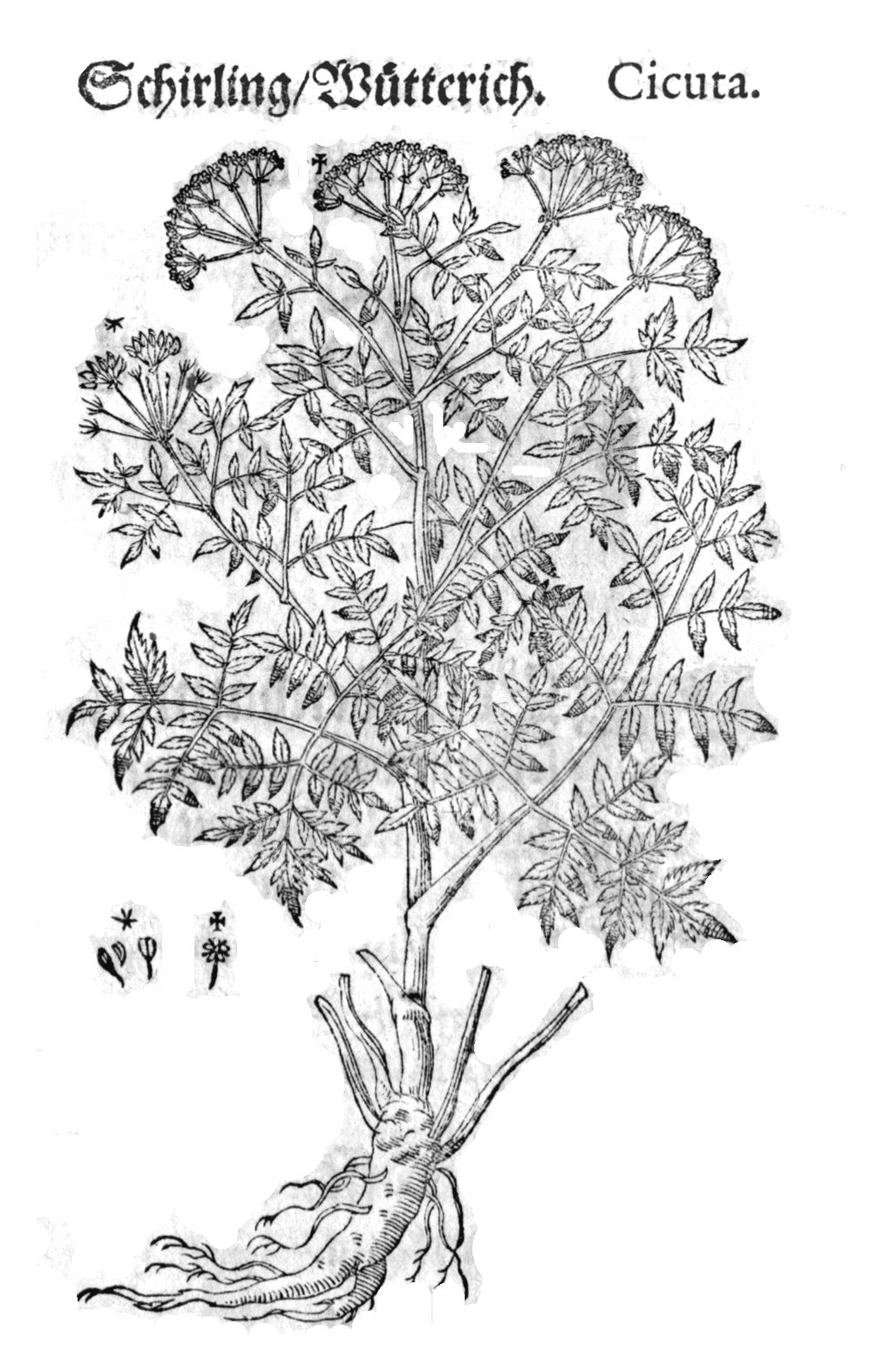
Mattioli / Handsch / Camerarius 1586
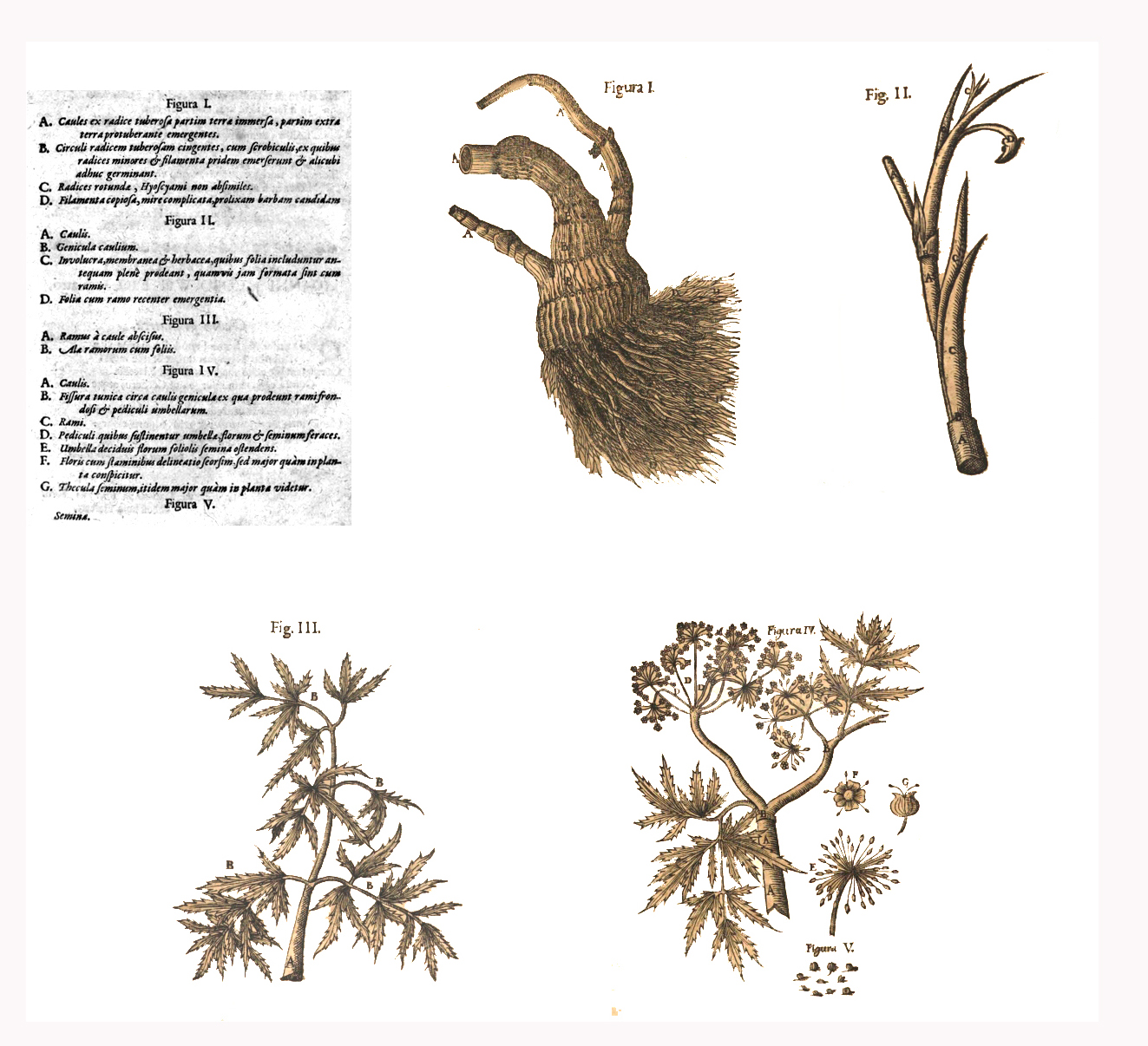
Johann Jakob Wepfer 1679
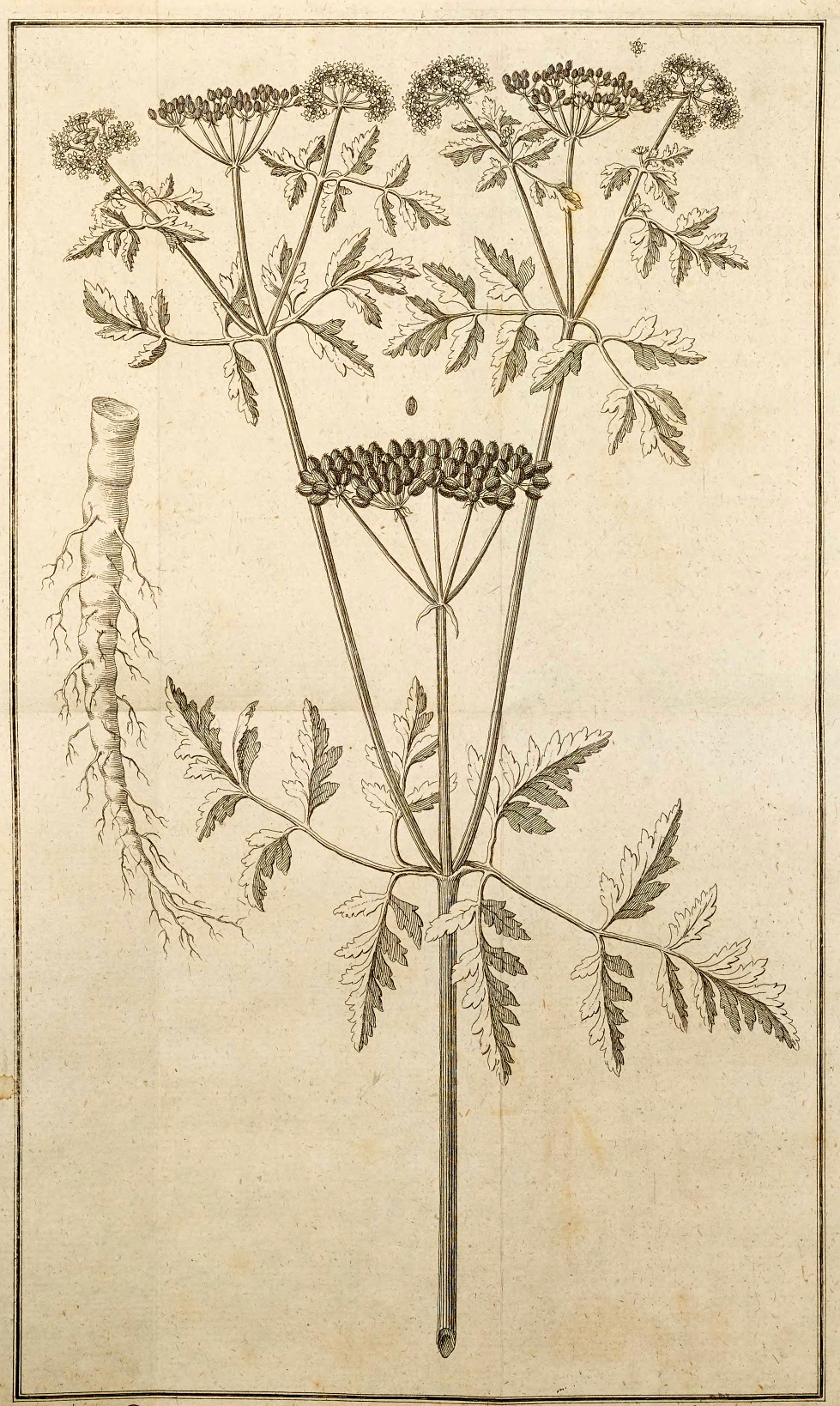
Anton von Störck 1762